# كفر شبرا زنجي
كفر شبرازنجي إحدى قرى مركز الباجور التابع لمحافظة المنوفية في جمهورية مصر العربية، ومن أعلامها الفنان مجدي كامل.

## السكان
بلغ عدد سكان كفر شبرازنجي 6,233 نسمة، حسب الإحصاء الرسمي لعام 2006.